# Mike Leander
Mike Leander, nome d'arte di Michael George Farr (Walthamstow, 30 giugno 1941 – Londra, 18 aprile 1996), è stato un produttore discografico, arrangiatore e compositore britannico.

## Biografia

### I primi anni
Michael George Farr frequentò la Bancroft's School, nell'Essex, dal 1952 al 1959, anche grazie a una borsa di studio. Nel collegio sviluppò i suoi due principali interessi, il cricket e la musica. Nel primo eccelse rappresentando la scuola fino ai più alti livelli, e insieme allo sport seguì con fervore tutti i generi musicali, frequentando in particolare le serate domenicali di musica classica che si tenevano al College. In seguito, pur senza grande coinvolgimento, intraprese gli studi di Giurisprudenza che lasciò dopo un anno per dedicarsi alla sua passione: dopo un primo impiego presso una piccola compagnia editoriale che si occupava di musica, si volse alla composizione di brani e alla loro produzione.

### La carriera
Il salto di qualità avvenne quando Leander ricevette un'offerta dalla Decca Records per diventare produttore per la casa musicale. Con questo ruolo, a metà degli anni sessanta Leander venne subito a contatto con Marianne Faithfull. Basandosi sui propri studi musicali al Trinity College of Music, Leander esaltò le qualità vocali della cantante creando degli arrangiamenti in cui spiccavano arpe, oboi e cori, tratti che si ritrovano nelle prime incisioni della Faithfull: As Tears Go By, Summer Nights e Come and Stay with Me. E per la Faithfull, nell'ottobre del 1965 produsse assieme a Paul McCartney e a Tony Calder la cover di Yesterday. Nello stesso periodo, il produttore ebbe occasione di lavorare assieme agli artisti più gettonati del periodo: fra di essi Cliff Richard, Billy Fury, i Rolling Stones, Marc Bolan, gli Small Faces, Van Morrison, Alan Price, Joe Cocker, Jimmy Page, Shirley Bassey, Lulu, Roy Orbison e Gene Pitney, creando nei primi mesi uno stile personale pop con influenze classiche. Per il duo Peter and Gordon compose il brano Lady Godiva, e scrisse High Time e I've Been a Bad Bad Boy per Paul Jones. Notate le sue qualità artistiche anche oltreoceano, venne chiamato negli Stati Uniti dove raggiunse il primo posto in classifica con Under the Boardwalk dei Drifters.
Ma l’orchestrazione rimasta celebre nella sua carriera fu quella relativa a She's Leaving Home. Fu Paul McCartney che lo volle un giorno in tutta fretta per l’arrangiamento degli archi in sostituzione del fido e collaudato George Martin, impegnato in una registrazione di Cilla Black, che rimase amareggiato per essere stato accantonato seppur temporaneamente. Questa incrinatura creò un certo attrito fra il chitarrista dei Beatles e Martin, dissapore riassorbito nel giro di una settimana. In seguito Leander dichiarò che il proprio lavoro su She's Leaving Home avrebbe cambiato il modo di incidere dischi. Qualche mese dopo Leander fu richiamato dai Beatles per l'arrangiamento della partitura per fisarmonica di Shirley's Wild Accordion.
Successivamente, fra le molteplici attività legate alla musica fu il produttore del doppio album Jesus Christ Superstar e il compositore della colonna sonora dei film Privilege e Run a Crooked Mile. Agli inizi degli anni settanta, insieme alla produzione di successi per Engelbert Humperdinck e Cliff Richard, il produttore si concentrò sulla figura di Gary Glitter, per il quale non solo plasmò il personaggio ma si incaricò di comporre ben undici successi che entrarono nella Top Ten e tre di essi raggiunsero la vetta. Il trionfo proseguì con altre dieci canzoni di successo, e per i meriti acquisiti Leander fu insignito di un Ivor Novello Award. Nel 1974 il produttore sposò Penny Carter, dalla quale ebbe due figli.
Negli anni ottanta il suo amore per la Spagna lo portò ad alternare la residenza fra Londra e Maiorca, e la cultura spagnola gli fornì lo spunto per un musical sul torero El Cordobés. Nel 1983 Leander iniziò così a comporre Matador. Dopo alcuni incoraggianti successi negli Stati Uniti a fine decennio, a coronamento del sogno del compositore l’opera esordì nel 1991 al Queen’s Theatre di Londra, restando in cartellone per quattro mesi e conseguendo il Laurence Olivier Award per la migliore coreografia.
Mike Leander è morto di cancro all’età di 54 anni.